# سیارک ۴۱۳۱
سیارک ۴۱۳۱ (به انگلیسی: 4131 Stasik، نامگذاری:1988DR4) چهار هزار و صد و سی و یکمین سیارک کشف شده‌است که در ۲۳ فوریه ۱۹۸۸ کشف شد.
قدر مطلق سیارک برابر ۱۱٫۸۰ است.